# Los Lunas (Új-Mexikó)
Los Lunas település az Amerikai Egyesült Államok Új-Mexikó államában, Valencia megyében, melynek megyeszékhelye is. Lakosainak száma 17 242 fő (2020. április 1.).

## Népesség
A település népességének változása:

| 2010 | 14 835 |
| 2020 | 17 242 |